# Muammer Güler
Muammer Güler (nascut el 1949), és un diputat turc de l'AKP, antic funcionari i governador d'Istanbul. El 2013 fou nomenat Ministre de l'Interior.

## Vida i carrera
Güler va néixer a Mardin, Turquia. Va cursar els seus estudis primaris a Ankara i es va graduar a la Facultat de Dret de la Universitat d'Ankara el 1972. Güler va començar la seva carrera com a candidat a Governador de Districte el 14 de març de 1973 a Balıkesir. Després de ser nomenat com a Governador de Districte Adjunt de Çal a la província de Denizli i després governador de districte (caimacan) de Pehlivanköy a la Província de Kırklareli i Horasan a la província d'Erzurum, va ser assignat a la Direcció de la Subdirecció de personal del Ministeri de l'Interior, on va exercir com a Director de Departament i després com a director general.
El 29 de gener de 1992 va ser designat governador de la província de Niğde. El 27 setembre 1993 fou nomenat governador de la província de Kayseri. Després de servir com a governador de Gaziantep entre el 6 de juliol de 1994 i el 28 de juliol del 2000, es va traslladar a Güler província de Samsun com a governador. A partir del 17 febrer del 2003 va exercir com a governador de la província d'Istanbul. El 12 de maig de 2010 fou nomenat subsecretari de Seguretat i Ordre Públic.
El 24 de gener de 2013, va ser nomenat Ministre de l'Interior en substitució d'İdris Naim Şahin, però el 17 de desembre de 2013, el seu fill Barış Güler va ser arrestat com a conseqüència d'una operació contra la corrupció i Muammer Güler va dimitir com a ministre de l'Interior enmig de l'escàndol del 25 de desembre, juntament amb el ministre d'Economia, Zafer Çağlayan, i el ministre de Medi Ambient i Urbanisme, Erdoğan Bayraktar, ambdós fills també implicats en l'escàndol.
Està casat amb Neval Güler, una professora de matemàtiques jubilada, des de 1977. La parella té un fill i una filla.